# Hemicaranx bicolor
 Hemicaranx bicolor és una espècie de peix de la família dels caràngids i de l'ordre dels perciformes.

## Morfologia
Els mascles poden assolir els 70 cm de longitud total.

## Distribució geogràfica
Es troba des de Sierra Leone fins a Angola.